# Alfie Hewett
Alfie Hewett (Norwich, 6 de diciembre de 1997) es un tenista en silla de ruedas británico.
Hewett es campeón de 23 Grand Slams, 7 en categoría individual y 16 en dobles junto a su compañero Gordon Reid.
El 29 de enero de 2018 se situó en la primera posición del ranking por primera vez en su carrera.

## Resultados

### Grand Slams individuales
| Grand Slam      |     |     |     |     |     |     |     |     |        |       |
| Australian Open | A   | QF  | QF  | QF  | SF  | F   | F   | W   | 1 / 7  | 9–6   |
| Roland Garros   | A   | W   | QF  | SF  | W   | W   | SF  |     | 3 / 6  | 11–3  |
| Wimbledon       | QF  | SF  | SF  | QF  | NH  | QF  | F   |     | 0 / 6  | 4–6   |
| US Open         | NH  | F   | W   | W   | F   | F   | W   |     | 3 / 6  | 16–3  |
| W-L             | 0–1 | 6–3 | 4–3 | 4–3 | 6–2 | 7–3 | 9–3 | 4–0 | 7 / 25 | 40–18 |

### Grand Slams dobles
| Tournament      | 2015 | 2016 | 2017 | 2018 | 2019 | 2020 | 2021 | 2022 | 2023 | SR      | W–L   |  |
| --------------- | ---- | ---- | ---- | ---- | ---- | ---- | ---- | ---- | ---- | ------- | ----- |  |
| Grand Slam      |      |      |      |      |      |      |      |      |      |         |       |  |
| Australian Open | A    | A    | F    | F    | SF   | W    | W    | W    | W    | 4 / 7   | 11–3  |  |
| French Open     | A    | A    | F    | SF   | SF   | W    | W    | W    |      | 3 / 6   | 7–3   |  |
| Wimbledon       | SF   | W    | W    | W    | F    | NH   | W    | F    |      | 4 / 7   | 10–3  |  |
| US Open         | A    | NH   | W    | W    | W    | W    | W    | F    |      | 5 / 6   | 11–1  |  |
| W-L             | 0–1  | 2–0  | 6–2  | 5–2  | 3–3  | 6–0  | 8–0  | 6–2  | 3–0  | 16 / 26 | 39–10 |  |